# R68 (carrozza)
Le R68 sono una serie di 425 carrozze della metropolitana di New York operanti nella divisione B. Furono costruite in Francia tra il 1986 e il 1988 dalla Westinghouse Amrail Company, una joint venture tra Westinghouse Electric, ANF Industrie, Jeumont Schneider e Alstom, al costo di un milione di dollari ciascuna.

## Storia
Le R68 furono le terze carrozze della serie R, dopo le R44 e le R46, ad essere realizzate con una lunghezza di 22,86 metri, così da avere più spazio per i passeggeri, sia in piedi che seduti, rispetto alle precedenti carrozze.
La costruzione delle R68 fu caratterizzata da innumerevoli problemi per via dello scarso coordinamento tra l'ANF Industrie, produttrice del telaio, e la Westinghouse Electric, che si occupava dell'assemblamento. Dalla loro entrata in servizio, le R68 hanno spesso avuto problemi alle porte e la flotta aveva il più alto tasso di guasti di tutta la rete, anche se un ampio lavoro svolto dalla New York City Transit Authority ha risolto in seguito molti dei problemi.
La consegna della prima carrozza R68 avvenne il 4 febbraio 1986, tuttavia la vettura non riuscì a passare su una curva stretta della South Brooklyn Railway e di conseguenza la consegna fu ritardata al 26 febbraio, dopo che la curva fu addolcita. Le prove di collaudo della durata di 30 giorni ebbero quindi inizio il 13 aprile sulla linea BMT Brighton, mentre l'entrata ufficiale in servizio avvenne il 20 giugno, sulla linea D.
La Metropolitan Transportation Authority aveva dato alla Westinghouse Electric la possibilità di realizzare altre 200 vetture, ma a causa dei numerosi problemi riscontrati, la MTA assegnò successivamente l'ordine alla Kawasaki Heavy Industries, portando alla realizzazione delle carrozze R68A, quasi identiche per molti versi alle R68.
Il rimpiazzo delle carrozze R68 è attualmente previsto per non prima del 2025, inoltre la Metropolitan Transportation Authority ha proposto di apportare una serie di migliorie, come schermi a LED e annunci automatici. Tuttavia, è improbabile che questi miglioramenti saranno attuati nel prossimo futuro.

## Utilizzo
Le carrozze R68 sono così assegnate alle diverse linee: 232 carrozze, cioè l'equivalente di 29 treni, alla linea D, 52 carrozze, cioè l'equivalente di 13 treni, alla linea G, 40 carrozze, cioè l'equivalente di 5 treni, alla linea B, 4 carrozze, assemblate in 2 treni, alla navetta Franklin Avenue e le restanti 24 carrozze sono condivise dalle linee N e W. I depositi assegnati alle carrozze sono invece quello di Concorse nel Bronx e quello di Coney Island a Brooklyn.